# Parti wallon des travailleurs

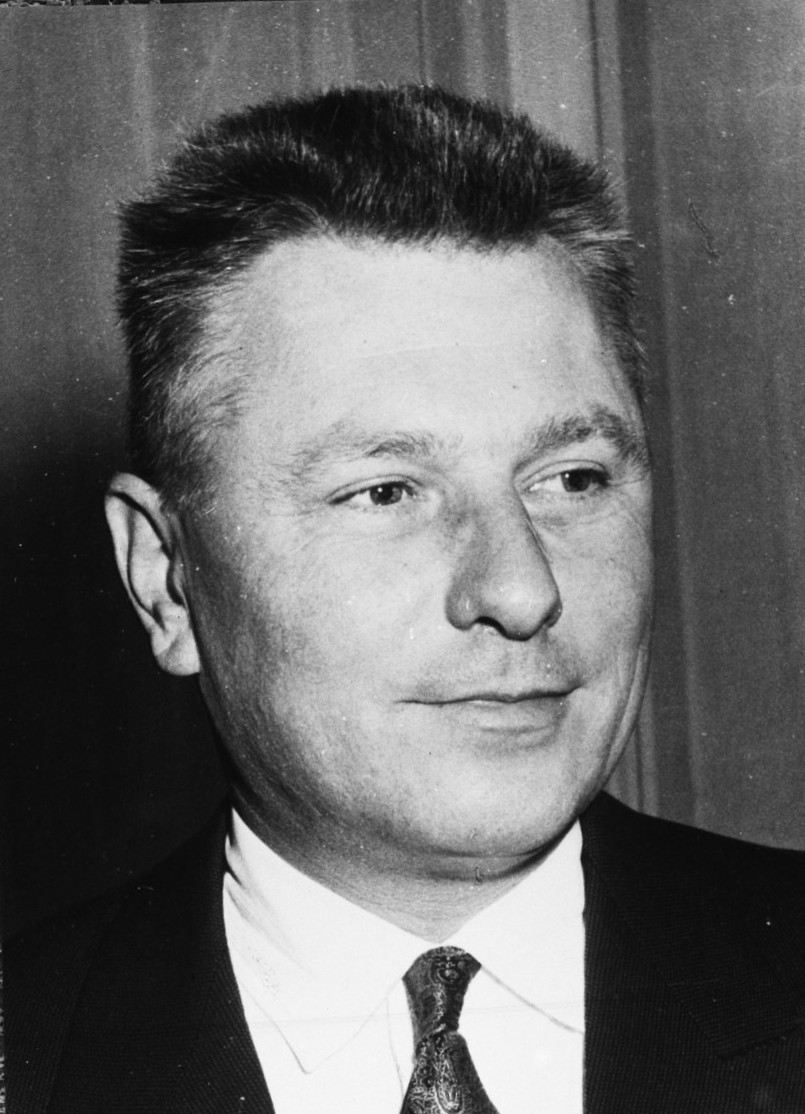
André Renard (1911-1962).

Le Parti wallon des travailleurs (PWT) est un parti politique belge né en 1965 orienté vers la gauche socialiste ainsi que le régionalisme.
Le PWT prône la défense des intérêts des travailleurs wallons. 
Les convictions politiques d'André Renard furent les fondements intellectuels du PWT.

## Contexte historique
À la sortie de la guerre, la question sociale devient primordiale. Des législations pro ouvriers apparaissent ;  des organisations protégent leurs droits et les accompagnent dans leurs intérêts communs. Le nombre d'affiliations augmente, à cause de la crise industrielle après la Seconde Guerre mondiale. Les syndicats importants sont : chrétiens (CSC), libéraux, et socialistes (FGTB). André Renard est alors secrétaire adjoint du FGTB.

### Crise industrielle d'après-guerre

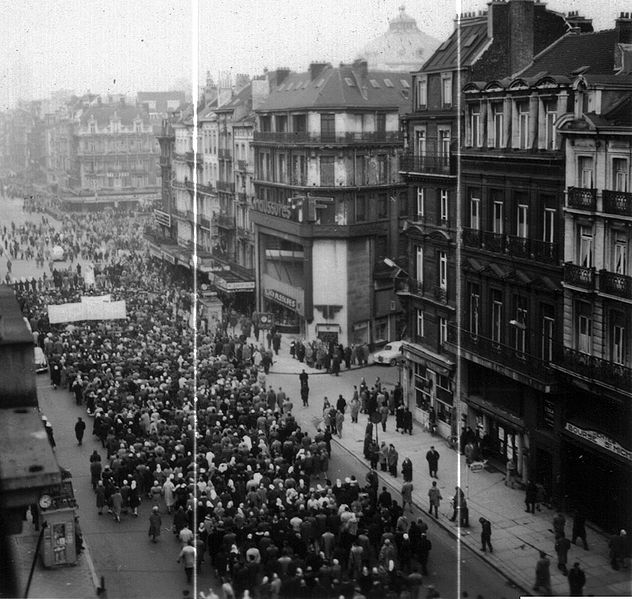
Grève générale de l'hiver 1960-1961

Après la Seconde Guerre mondiale, le plan Marshall est mis en place pour reconstruire. Une période d’instabilité politique paralyse le pays : 21 gouvernements en 6 ans. L’État veut investir dans les industries innovantes au Nord, et remettre à jour les vieilles industries au Sud. Des problèmes surgissent au début des années 60.

### Grève générale
Le troisième gouvernement de Gaston Eyskens est mis sur pied le 6 novembre 1958. Les revendications ouvrières se font pressantes ; le gouvernement affronte une crise économique et une crise coloniale.
La crise socio-économique atteint son apogée durant l’hiver 1960-1961 avec la grande grève. Le plan d’austérité du gouvernement Eyskens propose un projet de loi unique, à la suite de l'endettement public et de la perte du Congo Belge.
Les bassins industriels sombrent, les mines ferment en Wallonie. Le vieillissement des industries de la région est révélé par la crise charbonnière. La Wallonie connaît une baisse des taux d’emploi :  jusqu’à 23%. Dans le même temps, la Flandre est en expansion économique.
La grève de 1960-1961 est pensée par André Renard comme un sentiment de révolution régionale. En découlent des réformes : elles prônent une autonomie régionale économique et structurelle. La grève fait naître un premier parti régional : le Mouvement Populaire Wallon (M.P.W.). Un gouvernement de coalition entre social-chrétiens et socialistes, dirigé par Théo Lefèvre, président du P.S.C. est formé. La « grève du siècle » est fondateur du sentiment autonomiste wallon.

### Affaire des Fourons
À la suite de la grève de 1961, et malgré le remaniement de gouvernement de Gaston Eyskens, le premier ministre est renvoyé. Théo Lefèvre dirige le nouveau gouvernement. Il veut une loi pour apaiser les esprits et reboucher le fossé, qui se creuse d’années en années, dans le clivage communautaire. Un compromis est trouvé qui fixe les frontières entre les trois régions.
Les partis régionalistes sont créés pour revendiquer l'autonomie. Ils ne veulent plus dépendre de l’État. Avec les lois Gilson et cette tentative d’apaisement, les autorités comprennent que, sans un dialogue entre ces régions, toute la conduite de l’État se trouvera entravée. Le Parti Wallon des Travailleurs (P.W.T.) s’inscrit dans cet esprit. Il revendique l’autonomie structurelle de la région wallonne pour régler les questions sociales (retraite des ouvriers, conditions de travail, ...) ; il prône aussi l’unionisme pour que les deux régions coopèrent dans les domaines étatiques, malgré leur autonomie respectives.

## Création du parti

### Genèse du parti
Le Parti Wallon des Travailleurs (P.W.T.) apparaît en janvier 1965, sous le nom du Parti des Travailleurs de Wallonie, appellation provisoire au 18 janvier 1965. 
Il était en partie soutenu par Pierre Bertrand, avocat, et François Perin, professeur à Liège. François Perin sera désigné comme président de la fédération liégeoise.Pierre Bertrand est secrétaire à la suite de l’assemblée constitutive de la fédération liégeoise du Parti Wallon des Travailleurs, le 30 janvier. 
Lors de cette assemblée, les discussions menent à la possibilité de rentrer en contact et de s'engager avec d'autres groupes wallons, dont le Front Wallon. Une minorité des candidats, ayant des idées socialistes, et opposés à une alliance avec d’autres formations wallonnes, retirent leurs candidatures au comité régional.
Les militants de gauche s'interrogent sur la possibilité de constituer une Union de la Gauche Socialiste (U.G.S.) de Liège. Cette hypothèse est écartée à la suite des contacts établis entre le nouveau parti et l'U.G.S. de Charleroi.
Le 21 février 1965, après de nombreux débats, le congrès constitutif du parti a lieu. Il rassemble environ 300 participants, sous la présidence de Fernand Massart.

### Idéologiedu parti
Les idées proviennent principalement de la gauche et du socialisme. Le programme du P.W.T. est orienté « sur le fédéralisme et les réformes des structures anticapitalistes ». Le P.W.T. cherche à sauver la Wallonie, s’opposant aux partis traditionnels, menés par des flamands et des bruxellois, et qui ne portent aucune attention aux intérêts de la Wallonie. 
Le P.W.T. respecte toutes les convictions philosophiques et religieuses. Il invite vivement les démocrates-chrétiens à réaliser avec lui un socialisme pondéré et régénéré. Le premier objectif du parti sera de participer aux élections législatives de 1965, pour affirmer sa présence auprès des autres formations politiques. Dans cette optique, le congrès constitutif du P.W.T. accorde une grande importance à l'autonomie des fédérations régionales.

### Les élections
Lors de la campagne qui précède les élections, un accord de propagande politique nommée l’« Action Commune Wallonne » fut constitué entre les listes de différents partis. Le P.W.T. en faisant partie, ainsi que le Front Wallon, le Front Démocratique Wallon et le Rassemblement Démocratique Wallon. L’objectif de cet accord était de concentrer leurs forces pour augmenter leur poids lors des élections. Il avait été convenu qu'il serait dissout après.
L’« Action Commune Wallonne » eut l'effet escompté au niveau des résultats. Elle est dissoute, comme convenu. 
Le Parti Wallon des Travailleurs était scindé en deux tendances : « la tendance action wallonne » et « la tendance gauche socialiste ». Ces deux tendances se sont alors séparées.

### Scission du parti
La tendance « Wallonne » opta logiquement pour une fusion avec les autres membres de l’« Action Commune Wallonne ». Cette action fut représentée par une majorité de la fédération de Liège, ainsi que par les fédérations de Verviers, Huy et Namur. La fusion eut lieu au congrès du 26 juin 1965, et le parti naissant de cette fusion fut nommé « Parti Wallon ».
Le reste du parti, n’ayant pas accepté la fusion, conserva simplement le nom « Parti Wallon des Travailleurs ». Il mentionnait « non fusionné » pour se distinguer de la « partie fusionnée ». Jusque fin 1965, une grande rivalité opposa les responsables du nouveau Parti Wallon et ceux du Parti Wallon des Travailleurs « non fusionné ».
Après cette séparation, le P.W.T. « non fusionné » subsistera brièvement. Il affichait des idées qui s’écartent de celle du Parti Wallon récemment formé. Les membres du parti accepteront de fusionner avec un autre parti, celui de l’Union de la Gauche socialiste de Bruxelles. Ils ne formeront alors plus qu’un seul parti : la Confédération Socialiste des Travailleurs.
Le Parti Wallon des Travailleurs ne s’éteint pas immédiatement. Il se scinde encore : d’un côté, l’opinion wallonne, et de l’autre, l’opinion socialiste. Ils prendront des chemins différents. Les deux tendances fusionnent chacune avec d’autres formations politiques dont les idées concordent avec les leurs. D’une part, le Parti Wallon est formé en 1965, d’autre part, la Confédération Socialiste des Travailleurs, créée en 1965 également,.

## Construction d'un État fédéral
Le Parti Wallon des Travailleurs fut imprégné de la pensée d'André Renard tout au long de son existence, et ce jusqu'à sa mort prématurée. Il a eu le temps de poser les lignes conductrices de ce parti ; il prône la réalisation de réformes structurelles et le fédéralisme, qui est une solution à la crise du régime belge.
Le Parti Wallon des Travailleurs s'est formé en réponse aux menaces de déclin économique et industriel wallon, mais aussi, pour se faire entendre face à la concurrence flamande, prospère à cette période. 
Parti régionaliste, le Parti Wallon des Travailleurs s'est construit pour répondre aux attentes de la population. Dans cette logique, le parti réclame des « réformes de structures » : elles doivent permettre à la Wallonie de mener sa propre politique économique, sociale et culturelle par le biais d'institutions autonomes propres à la Wallonie.
Le Parti Wallon des Travailleurs avait compris que la Belgique ne pouvait concentrer son énergie à entendre tous les partis politiques. Elle se devait de créer des institutions supérieures. Elles devaient englober d'une part les revendications régionales et d'autre part les revendications communautaires. Elle devaient aller vers un avenir commun et national.